# Schoenus loliaceus
Schoenus loliaceus är en halvgräsart som beskrevs av Georg Kükenthal. Schoenus loliaceus ingår i släktet axagssläktet, och familjen halvgräs. Inga underarter finns listade i Catalogue of Life.